# Медово (Бургасская область)
Медово (болг. Медово) — село в Болгарии. Находится в Бургасской области, входит в общину Поморие. Население составляет 377 человек.

## Политическая ситуация
В местном кметстве Медово, в состав которого входит Медово, должность кмета (старосты) исполняет Ваня Атанасова Тодорова (Граждане за европейское развитие Болгарии (ГЕРБ)) по результатам выборов правления кметства.
Кмет (мэр) общины Поморие — Петыр Георгиев Златанов (независимый) по результатам выборов в правление общины.